# David Nyathi
David Nyathi (Shatale, 1969. március 22. –), dél-afrikai válogatott labdarúgó.
A Dél-afrikai Köztársaság válogatott tagjaként részt vett az 1998-as világbajnokságon, az 1997-es konföderációs kupán, az 1996-os és az 1998-as afrikai nemzetek kupáján.

## Sikerei, díjai
Dél-Afrika
- Afrikai nemzetek kupája győztes (1): 1996